# Gilbert Nowina
Gilbert Nowina, né le 22 juin 1893 dans le 5e arrondissement de Paris et mort le 23 décembre 1977 à Clamart (Hauts-de-Seine) est un responsable socialiste et militant pacifiste français.

## Biographie
Militant socialiste, membre de la SFIO, depuis 1909, actif aussi à la Ligue des Droits de l'Homme, il s'engage dans l'action pacifiste des anciens combattants après la Première guerre mondiale, à laquelle il participe, ce qui lui vaut deux blessures, dont une suffisamment grave pour qu'il soit réformé, en 1915.
Actif au sein de l'Association républicaine des anciens combattants (ARAC), il quitte cette dernière organisation lorsque les communistes deviennent majoritaires au sein des instances de direction. Il participe en 1922 à la fondation de la Fédération nationale des combattants républicains (FNCR) d'André Jacques Fonteny et devient l'un de ses vice-présidents. Il rompt en 1927 avec Fonteny, exclu de la SFIO, et met publiquement en cause son honneur et son honnêteté. Il crée ensuite, avec Camille Planche, la Ligue des anciens combattants pacifistes (LICP), dont il est le secrétaire général.
Au sein de la SFIO, il est, lors du congrès de Tours, partisan de la motion présentée par Jean Longuet. Candidat malheureux aux législatives de 1924 et aux municipales de 1925 à Paris, il est administrateur du Populaire au début des années 1930.
C'est surtout après la Libération qu'il joue un rôle tutélaire au sein de la SFIO, en tant que président du groupement national des vétérans du parti socialiste, et principal animateur de l'association des anciens du PS-SFIO. Regroupant des militants ayant au moins 25 années de présence dans le parti, le groupement était invité, en la personne de son président, à tous les congrès et réunions d'instances nationales du parti. Nowina y était très régulièrement présent, et intervenait parfois.
Attaché à l'identité historique de la SFIO, il quitte le Parti socialiste peu après son unification au congrès d'Epinay.

## Sources
- Dictionnaire biographique du mouvement ouvrier, notice biographique par Justinien Raymond et Gilles Morin